# Сеслав
Сеслав (болг. Сеслав) — село в Болгарии. Находится в Разградской области, входит в общину Кубрат. Население составляет 847 человек.

## Политическая ситуация
В местном кметстве Сеслав, в состав которого входит Сеслав, должность кмета (старосты) исполняет Недим Расимов Халилов (Движение за права и свободы (ДПС)) по результатам выборов правления кметства.
Кмет (мэр) общины Кубрат — Ремзи  Халилов Юсеинов Движение за права и свободы (ДПС)) по результатам выборов в правление общины.